# Дно зоны проводимости
Дно зо́ны проводи́мости — самое низкое по энергии состояние в зоне проводимости полупроводника, а также энергия этого состояния. Состояние задаётся волновым вектором электрона {\displaystyle {\vec {k}}_{c0}}, а энергия имеет стандартное обозначение {\displaystyle E_{c}}.
В зависимости от полупроводника, дно зоны проводимости может находиться в разных точках зоны Бриллюэна. Часто это чем-либо выделенные точки (скажем, Γ, X, L), отвечающие различной симметрии зоны в различных направлениях. Однако существуют полупроводники, например кремний, для которых дно зоны проводимости не совпадает ни с какой особой точкой зоны Бриллюэна.
Точки в центре и на краях зоны Бриллюэна всегда являются минимумами или максимумами закона дисперсии {\displaystyle E({\vec {k}})} (из-за условий на периодичность потенциала). Если дно зоны проводимости приходится не на Γ-точку, то есть {\displaystyle {\vec {k}}_{c0}\neq 0}, оно является вырожденным, а именно, ввиду симметрии, имеется несколько волновых векторов, отвечающих энергетическому минимуму.
Для органических полупроводников, вместо термина «дно зоны проводимости», используется понятие самая низкая незанятая молекулярная орбиталь (англ. LUMO: lowest unoccupied molecular orbital).
Если дно зоны проводимости и потолок валентной зоны полупроводника находятся в одной и той же точке зоны Бриллюэна ({\displaystyle {\vec {k}}_{c0}={\vec {k}}_{v0}}), то такой материал называется прямозонным (пример: GaAs), а если в разных — то непрямозонным (пример: Si).